# 卡姆斯托克鎮區 (密歇根州)
卡姆斯托克鎮區（英語：Comstock Township）是位於美國密歇根州卡拉馬祖縣的一個特設鎮區。

## 地方資料
卡姆斯托克鎮區的面積為91.30平方千米，當中陸地面積為86.30平方千米，而水域面積為5.00平方千米。根據2020年美國人口普查的數據，當地共有人口15231人，而人口密度為每平方千米166.82人。